# 克里斯蒂安·奧古斯特二世
克里斯蒂安·奧古斯特二世（丹麥語：Christian August 2.，1798年7月19日—1869年3月11日），什勒斯維希-霍爾斯坦-森訥堡-奧古斯滕堡公爵，1814年至1869年在位。

## 家庭
1820年，克里斯蒂安·奧古斯特與丹尼斯基爾德-薩姆索的路易絲·索菲結婚，兩人共有2子3女：
1. 路易絲·奧古斯塔（1823年—1872年）
2. 卡羅琳·阿瑪莉埃（1826年—1901年）
3. 腓特烈（1829年—1880年）
4. 克里斯蒂安（1831年—1917年）
5. 亨麗埃特（1833年—1917年）